# Sébastien Le Toux
Sébastien Le Toux (* 10. Januar 1984 in Mont-Saint-Aignan, Département Seine-Maritime, Frankreich) ist ein ehemaliger französischer Fußballspieler. Zuletzt spielt er in der Major League Soccer für D.C. United.

## Karriere

### Anfänge in Frankreich
Seit seinem 13. Lebensjahr spielte er bei Stade Rennes Fußball. Mit 17 besuchte er die Jugendakademie des Vereins, da Rennes ihm aber zwei Jahre später keinen Profivertrag anbot, wechselte er zum FC Lorient. Dort konnte er sich nicht durchsetzen und beschloss in die USA zu gehen.

### Von der USL zur MLS
Im Frühjahr 2007 wechselte er zu den Seattle Sounders. Vorher hatte er ein Probetraining beim FC Dallas, konnte dort aber nicht überzeugen, so unterschrieb er bei den Sounders.
In seiner ersten Saison in der USL First Division schoss Le Toux zehn Tore und wurde neben Charles Gbeke von Montreal Impact Torschützenkönig. Außerdem konnte er mit seiner Mannschaft die Meisterschaft gewinnen. Er wurde 2007 zum besten Spieler der Liga gewählt.
Am 8. Mai 2008 unterschrieb Le Toux bei dem Seattle Sounders FC, die ab der Saison 2009 in der Major League Soccer spielten. Während der Saison spielte er 28-mal für das neueste Franchise der MLS, konnte dabei aber nur ein Tor erzielen. Im US Open Cup Finale 2009 bereitete er das Siegtor für die Sounders vor.
Am 2. Juli 2008 gab er in einem Interview bekannt, dass er bereit wäre für die Nationalmannschaft der USA spielen.
Am Ende der Saison war er nicht unter den elf Spielern die, die Sounders für den MLS Expansion Draft 2009 schützen ließen. So wurde er am 25. November 2009 von Philadelphia Union im MLS Expansion Draft gedraftet.
Le Toux erzielte am 10. April 2010 das erste Tor in der Geschichte für Philadelphia Union. In derselben Saison erzielte er insgesamt 14 Tore und war damit erfolgreichster Torschütze der Mannschaft. Er war in der Startaufstellung beim MLS All-Star Game 2010 gegen Manchester United. In seiner zweiten Saison für Union erzielte er 11 Tore.
Nach einem Probetraining beim englischen Erstligisten Bolton Wanderers im Januar 2012, welches nicht zu einer Verpflichtung führte, wechselte er gegen eine Ablöse zu den Vancouver Whitecaps.
Am 13. Juli kam es zu einem Tauschgeschäft, infolgedessen Le Toux zu den New York Red Bulls  und Dane Richards nach Vancouver wechselten.
Bereits in der 24. Minute seines Debüts für New York traf Le Toux gegen die Seattle Sounders FC. Das Match am 15. Juli 2012 endete 2:2.
Am 6. Dezember 2012 ging Le Toux im Tausch für Josué Martínez zurück zu Philadelphia Union. Nach weiteren Stationen bei den Colorado Rapids und D.C. United beendete er 2017 seine Karriere.